# مایکل هیدن
مایکل وینسنت هیدن (انگلیسی: Michael Vincent Hayden) (زاده ۱۷ مارس ۱۹۴۵)یک ژنرال بازنشسته نیروی هوایی ایالات‌متحده آمریکا و مدیر عامل سابق آژانس امنیت ملی است. هیدن در حال حاضر ریاست طرح امنیت سایبری شبکه برقی را بر عهده دارد. هیدن در سال ۲۰۱۷ به عنوان یک تحلیلگر امنیت ملی برای شبکه خبری سی ان ان شروع به کار کرد.
او از سال ۱۹۹۹ تا ۲۰۰۵ رئیس آژانس امنیت ملی بود. در طول دوره تصدی او به عنوان رئیس، او نظارت بحث‌برانگیز بر روی ارتباطات تکنولوژیکی بین افراد در ایالات‌متحده و گروهه‌ای تروریستی خارجی را سرپرستی کرد، که منجر به مجادله بر روی تحت نظارت گرفتن افراد بدون حکم قانونی شد.
در ۲۱ آوریل ۲۰۰۵، ستوان ژنرال هیدن توسط سنای آمریکا به عنوان معاون اول آژانس اطلاعات مرکزی (سازمان سیا) تأیید شد و چهارمین ستاره ارشد نظامی را دریافت کرد که او را به عنوان «عالی‌ترین افسر اطلاعات نظامی در نیروهای مسلح» متمایز ساخت. او این پست را تحت نظر جان نگروپونت، تا ۲۶ مه ۲۰۰۶ بر عهده داشت.
در ۸ می ۲۰۰۶ به دنبال استعفای پورتر جی گاس رئیس آژانس اطلاعات مرکزی او به عنوان رئیس اداره اطلاعات مرکزی انتخاب شد. در ۲۳ می، کمیته اطلاعات مجلس سنای آمریکا ۱۲–۱۲ رای داد تا کاندید شدن را به مجلس سنا بفرستد. او در تاریخ ۲۶ مه با رای ۷۸–۱۵ توسط مجلس سنای آمریکا تأیید شد. در ۳۰ می ۲۰۰۶ با حضور رئیس‌جمهور جرج دبلیو بوش هیدن به عنوان مدیر آژانس اطلاعات مرکزی سوگند یاد کرد.
در ۱ ژوییه ۲۰۰۸ هیدن پس از ۴۱ سال خدمت بازنشسته شد و تا ۱۲ فوریه ۲۰۰۹ به عنوان رئیس سازمان سیا خدمت کرد. او دکترای افتخاری را از مؤسسه سیاست جهانی در واشینگتن دی سی در سال ۲۰۰۹ دریافت کرد.
او در حال حاضر مدیر گروه چرتاف، یک شرکت مشاور امنیتی است که توسط مایکل چرتاف، دبیر سابق امنیت کشور، تأسیس شده‌است. او همچنین در هیئت مدیران شورای آتلانتیک، موتورولا و اکس‌کالیبور اینترنشنال، یک پیمان‌کار نظامی است که بر عملیات برای اسکان موقت برای کودکان بیسرپرست نظارت می‌کند.
هیدن استاد مدعو در دانشکده سیاست و مدیریت دانشگاه جرج میسون است. او همچنین بنیانگذار مرکز اطلاعات و امنیت ملی مایکل هیدن در دانشگاه جرج میسون است.

## زندگی‌نامه

### اوائل زندگی و تحصیلات
مایکل وینسنت هیدن در ۱۷ مارس ۱۹۴۵ در پنسیلوانیا به یک زوج ایرلندی - آمریکایی، سادی (موری) و هری هیدن جونیور متولد شد. هیدن جونیور که به عنوان یک جوشکار برای شرکت تولیدی پنسیلوانیا کار می‌کرده‌است. او خواهری به نام دبی و یک برادر دارد.
هیدن به مدرسه ابتدایی سنت پیتر رفت و در کلاس هفتم و هشتم در تیم فوتبال مدرسه بازی کرد و سپس توسط دن رونی، پسر بنیانگذار تیم پیتسبرگ استیلرز، آموزش دید. هیدن از دبیرستان کاتولیک شمالی فارغ‌التحصیل شد. یکی از اولین مشاغل او به عنوان مدیر تجهیزات برای استیلرز بود. او در سال ۱۹۶۷ مدرک کارشناسی خود را از دانشگاه دوکویسنه گرفت و به عنوان ستوان دوم استخدام شد. او سپس مدرک کارشناسی ارشددر تاریخ مدرن آمریکا را از دانشگاه دوکویسنه دریافت کرد. او از دهه ۱۹۹۰ یکی از طرفداران مشتاق تیم پیتزبورگ استیلرز است.
هیدن از طریق برنامه آموزش افسران ذخیره نیروی هوایی دانشگاه دوکویسنه وارد نیروهای نظامی شد. هیدن در سال ۱۹۶۹ وارد خدمت سربازی شد.

### زندگی شخصی
هیدن با ژنین کاریر ازدواج‌کرده‌است. آن‌ها یک دختر به نام مارگارت و دو پسر به نامهای مایکل و لیام دارند.
در نوامبر ۲۰۱۸، هیدن پس از یک سکته در بیمارستان بستری شد؛ او در اثر این سکته از زبان‌پریشی رنج می‌برد.
او در سال ۲۰۲۰ جو بایدن را در انتخابات ریاست‌جمهوری مورد حمایت قرار داد.

## مشاغل اطلاعاتی
هیدن به عنوان فرمانده اداره اطلاعات هوایی و رئیس مرکز جنگ فرماندهی و فرماندهی مشترک خدمت کرده‌است که مقر آن در پایگاه نیروی هوایی لاکلند است. او همچنین در سمت‌های ستاد ارشد در پنتاگون، فرماندهی اروپا، اشتوتگارت، آلمان، شورای امنیت ملی، واشینگتن دی سی و سفارت آمریکا در جمهوری بلغارستان خدمت کرده‌است. قبل از اینکه رئیس اداره امنیت ملی شود، ژنرال به عنوان معاون رئیس ستاد فرماندهی سازمان ملل متحد و کره‌شمالی، پادگان یونگسان خدمت کرد. او همچنین در نقش امنیتی در گوام کار کرده‌است.

## آژانس اطلاعات هوایی
از سال ۱۹۹۶ تا ۱۹۹۷، هیدن به عنوان فرمانده AIA سازمانی از ۱۶٬۰۰۰ نفر مأمور به دفاع و بهره‌برداری از «حوزه اطلاعات» خدمت کرد.

## آژانس امنیت ملی(NSA)
هیدن رئیس اداره امنیت ملی و رئیس سرویس امنیت مرکزی در فورت جورج مریلند از مارس ۱۹۹۹ تا آوریل ۲۰۰۵ بود. او مسئول دفاع از پرسنل نظامی و غیرنظامی مستقر در سراسر جهان بود.
هیدن در زمانی که ایالات متحده دچار مشکلات بزرگی در این منطقه شده بود به آژانس امنیت ملی ملحق شد. در این زمان آژانس امنیت ملی از فقدان مدیریت کیفیت و زیرساخت فن‌آوری اطلاعات قدیمی رنج می‌برد. در حقیقت، به محض اینکه او به ریاست رسید، بخش عظیمی از سیستم شبکه آژانس امنیت ملی سقوط کرد و چند روز خراب بود. بخشی از برنامه او برای احیای این آژانس، معرفی بیشتر پیمانکاران خارجی، اجبار تعداد زیادی از مدیران قدیمی جهت بازنشسته شدن و از بین بردن ساختارهای مدیریت قدیمی بود.
طرح او همچنین شامل افزایش آزادی در آژانس بود؛ از نظر تاریخی آژانس از ارگان‌های بسیار مخفی دولت بوده‌است. او به‌طور قابل‌توجهی به جیمز بامفورد اجازه دسترسی برای نوشتن کتابش در مورد آژانس را داد. هیدن در ابتدا شدیداً نگران پیروی از قوانین در برابر نظارت داخلی بود. بسیاری از گزارش‌ها می‌گویند که پس از حادثه ۱۱ سپتامبر، او بیشتر نگران توقف تروریسم شد و گفته می‌شود که موضع او علیه نظارت داخلی نرم‌تر بود. با این حال، هیدن گفته‌است که او باور دارد که هر کاری که این آژانس انجام می‌دهد، «موثر، مناسب و قانونی» بوده‌است.
در زمان حادثه ۱۱ سپتامبر هیدن بلافاصله تمام پرسنل غیر ضروری را از ستاد اداره آژانس امنیت ملی تخلیه کرد. پس از حادثه ۱۱ سپتامبر، این اداره فعالیت‌های خود را به شدت افزایش داد. جزئیات عملیات آن تا حد زیادی مخفی بوده‌است، اما نقش مهمی در جنگهای افغانستان و عراق و جنگ علیه ترور ایفا کرده‌است. یک مثال قابل‌توجه، رابطه آن با برنامه هوایی بدون سرنشین (بهپاد) است.

## شنود ارتباطات مخابراتی ارتباط داخلی
در ماه مه ۲۰۰۶، روزنامه یو اس ای تودی گزارش داد که تحت رهبری هیدن آژانس امنیت ملی یک پایگاه‌داده تماس تلفنی خانگی ایجاد کرده‌است. هیدن در طی جلسات نامزدی خود، از اقدامات خود برای سناتور راس فاینگلد و دیگران دفاع کرد و بیان کرد که او به توصیه قانونی کاخ سفید تکیه کرده‌است (که در آن رئیس‌جمهور باید "توجه داشته باشد که قوانین به صورت وفادارانه اجرا شده‌اند")، اساسنامه شعبه قانونگذاری که نظارت بر تماس‌های داخلی را ممنوع می‌کند، شامل قانون نظارت اطلاعات خارجی (fisa)می‌شود. پیش از این، این اقدام مستلزم حکم دادگاه fisa بود. هدف اعلام‌شده این پایگاه‌داده، استراق‌سمع ارتباطات بین‌المللی بین افراد درون ایالات‌متحده و افراد و گروه‌های خارج از کشور به منظور یافتن تروریست‌ها بوده‌است.

## تریلبلیزر
وی همچنین از پروژه تریلبلیزر، یک پروژه امنیتی با اطلاعات بسیار بزرگ دفاع کرد. این پروژه توسط چندین تن از کارکنان این سازمان مورد انتقاد قرار گرفت که شامل حفاظت از حریم خصوصی شهروندان ایالات‌متحده نمی‌شد و هدر دادن پول بود. این منتقدان شامل دایان رورک، رئیس کمیته اطلاعات مجلس، و توماس اندروز دریک، ویلیام بینی، ج. کریک هالو، لومیس و دیگران بودند. هیدن به شدت این منتقدان را سرزنش کرد. چندین تن در اعتراض استعفا دادند. پس از تحقیقات کلی، بازرس کل سازمان امنیت و هم‌کاری اروپا، بازرس کل وزارت دفاع و کنگره، پروژه تریلبلیزر تعطیل شد.

## معاون مدیر کل اطلاعات ملی
هیدن به عنوان معاون مدیر کل اطلاعات ملی سوگند یاد کرد.
به عنوان بخشی از قانون پیش‌گیری و پیش‌گیری از تروریسم سال ۲۰۰۴، رئیس سازمان سیا دیگر جامعه اطلاعاتی را اداره نمی‌کرد. در عوض یک دفتر جدید برای این منظور ایجاد شد؛ مدیر اطلاعات ملی. ارتشبد هیدن معاون مدیر کل اطلاعات ملی از مه ۲۰۰۵ تا مه ۲۰۰۶ بود.

## آزادی‌های مدنی
هیدن در ۲۳ ژانویه ۲۰۰۶ در یک کنفرانس خبری شرکت کرد. یک ویدیوی یوتیوب در یک کنفرانس مطبوعاتی به خبرنگاران گفت که "علت احتمالی" برای همه جستجوها و مصادره تحت متمم چهارم قانون اساسی ایالات متحده آمریکا دیگر ضروری نیست، و در عوض خواستار این است که آیا جستجو و توقیف منطقی است یا نه. بر اساس متمم چهارم قانون اساسی علت احتمالی برای همه جستجوها مورد نیاز است چه این جستجو یا توقیف منطقی تلقی شود چه خیر."
بسیاری از منتقدان و متخصصان در زمینه روش‌های بازجویی ابراز می‌کنند که شکنجه برای به دست آوردن اطلاعات قابل‌اعتماد از جمله در زمینه بازداشت شدگان سازمان سیا کار نمی‌کند، ولیکن هیدن معتقد بود که این تصور که شکنجه هرگز اطلاعات مفیدی را به دست نمی‌آورد، معتبر نیست و توسط دشمنان سازمانهای امنیتی گسترش میابد.

## مدیرآژانس اطلاعات مرکزی
وی در ۸ مه ۲۰۰۶ پس از استعفای پورتر گاس در ۵ مه ۲۰۰۶ هیدن توسط جرج دبلیو بوش به ریاست آژانس اطلاعات مرکزی (سازمان سیا) نامزد شد. او در ۲۶ مه ۲۰۰۶ با رای اکثریت مجلس سنای آمریکا تأیید شد.
یکی از منتقدان هیدن شامل سناتور دایان فاینستین در ۱۱ ماه مه سال ۲۰۰۶ اظهار داشت، "باور دارم که ما در راه رسیدن به یک رویارویی قانونی اساسی در باره متمم چهارم قانون اساسی و توقیف غیرمنطقی هستیم".
هیدن در طی شهادت سال ۲۰۰۷ خود در مورد برنامه بازجویی پیشرفته سازمان سیا به دروغگویی درکنگره متهم شده‌است.

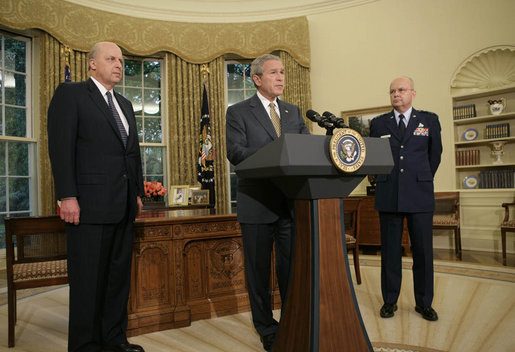
جرج بوش مایکل هیدن را به عنوان رئیس سازمان سیا نامزد می‌کند.

وی در سال ۲۰۰۷ به سازمان سیا اجازه داد تا حملات هواپیماهای بدون سرنشین (بهپاد) را صرفاً براساس رفتار وسایل نقلیه زمینی انجام دهد و احتیاجی به هیچ مدرک دیگری از ارتباط با تروریسم نداشته باشد.
هیدن در سال ۲۰۰۸ به عواقب مهاجرت مسلمانان به اروپا هشدار داد و اظهار داشت ممکن است امکان بروز ناآرامی‌های مدنی را در پی داشته باشد. بنا به کتاب خاطرات لئون پانه‌تا "خاطره پیکار", هیدن امیدوار بود توسط دولت اوباما به عنوان رئیس سازمان سیا حفظ شود. در گفتگو با لئون پانه‌تا، هیدن او را تشویق کرد تا به رئیس‌جمهور توصیه کند که از حق سازمان سیا برای درگیر کردن در تکنیک‌های بازجویی پیشرفته و همچنین اجتناب از اشاره به اینکه افسران سازمان سیا تاکنون شکنجه را انجام داده‌اند، حمایت کند.
هیدن در سال ۲۰۱۳ پس از دستیابی به توافق هسته‌ای با ایران، گفت: " ما غنی‌سازی اورانیوم ایران را قبول کرده‌ایم."
گزارش کمیته اطلاعات مجلس سنا در سال ۲۰۱۴ در مورد شکنجه سازمان سیا نشان داد که یک ایمیل تهیه‌شده توسط یک کارمند زیر دست هیدن که نشان می‌داد به عنوان رئیس سازمان سیا، هیدن دستور داده شد تا اطلاعات مربوط به تاریخ اشتباه در کنگره مورد استفاده قرار گیرد به طوری که کم‌تر از ۱۰۰ تن از بازداشت شدگان خلیج گوانتانامو گزارش شوند.

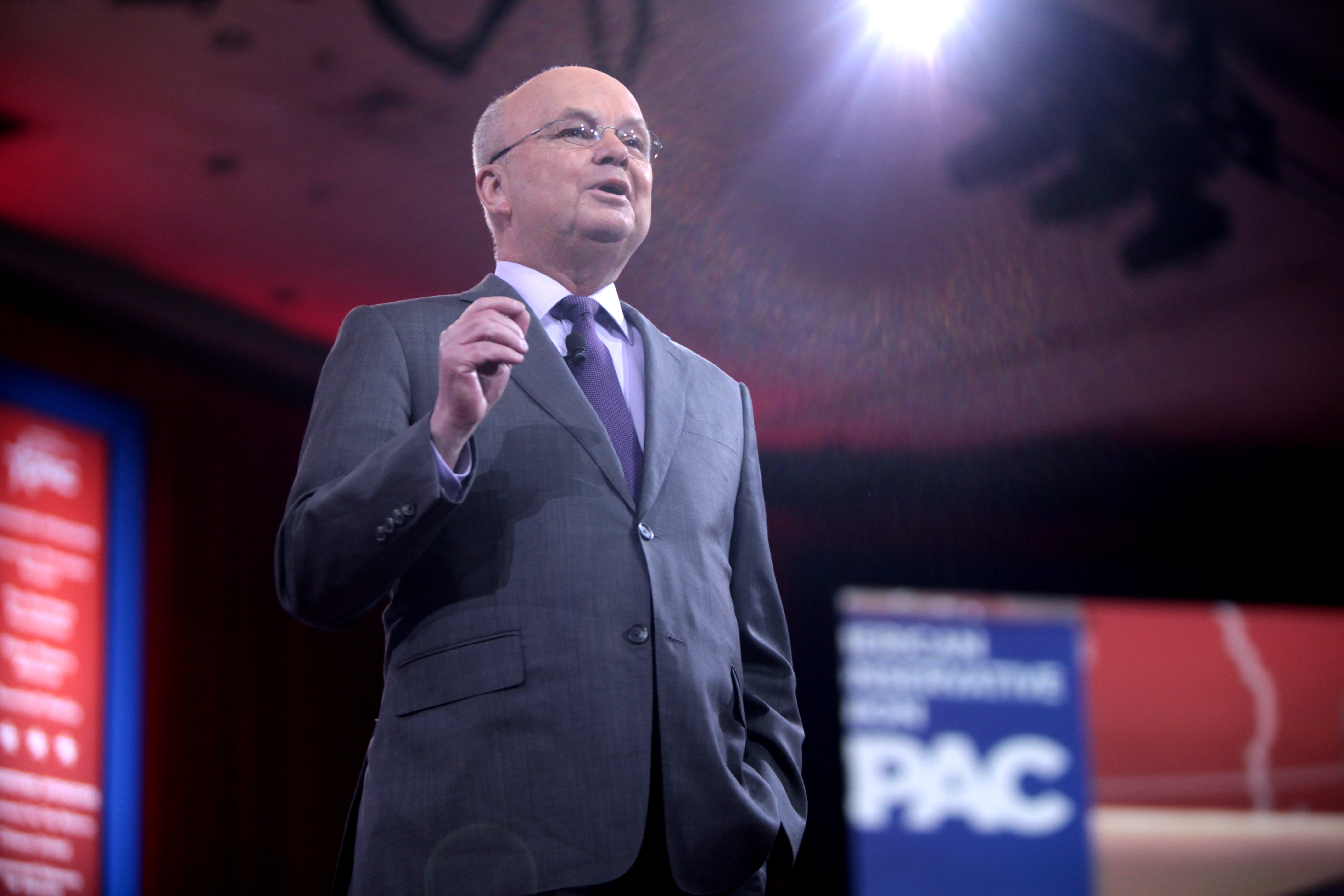
مایکل هیدن در حین سخنرانی در کنفرانس سالیانه محافظه کاران CPAC در سال ۲۰۱۵.

## رسوایی جاسوسی NSA
در سپتامبر ۲۰۱۳، هیدن در مورد قانونی بودن آنچه که NSA انجام می‌داد تأکید کرد و ادوارد اسنودن را "مرد جوان آشفته" و "اخلاقا مغرور" خطاب کرد. او همچنین در مورد چشم اندازه‌ای خود در روسیه گفت: "من فکر می‌کنم که او مانند بقیه فراریان که به اتحادیه جماهیر شوروی سابق رفته بودند اینگونه خاتمه دهد :" منزوی، منزوی، تنها، افسرده و الکلی ."